# Cantone di Crocq
Il Cantone di Crocq era una divisione amministrativa dell'arrondissement di Aubusson.
A seguito della riforma approvata con decreto del 17 febbraio 2014, che ha avuto attuazione dopo le elezioni dipartimentali del 2015, è stato soppresso.

## Composizione
Comprendeva i comuni di:
- Basville
- Crocq
- Flayat
- Mérinchal
- Pontcharraud
- Saint-Agnant-près-Crocq
- Saint-Bard
- Saint-Georges-Nigremont
- Saint-Maurice-près-Crocq
- Saint-Oradoux-près-Crocq
- Saint-Pardoux-d'Arnet
- La Mazière-aux-Bons-Hommes
- La Villeneuve
- La Villetelle